# Chorisochismus dentex
Chorisochismus dentex is een straalvinnige vissensoort uit de familie van schildvissen (Gobiesocidae). De wetenschappelijke naam van de soort is voor het eerst geldig gepubliceerd in 1769 door Pallas.
Deze zeevis is endemisch voor de kust van Namibië en Zuid-Afrika, vanaf Swakopmund tot aan Durban. In het Afrikaans wordt hij klipsuier genoemd. De vinnen onder het lijf zijn aangepast tot een soort schijf die als zuignap dient en waarmee het dier zich aan de rotsen vast kan zuigen. Wanneer een hengelaar de vis aan de haak slaat zal de vis zich zo vastzuigen dat de lijn eerder zal breken dan dat de vis van de rotsen loskomt. De vis kan zijn kleur aanpassen aan zijn omgeving. Eenmaal dood wordt de kleur roodachtig. De vis wordt tot 30 cm groot en leeft in getijdepoelen. Het dier zal zelden dieper dan 10 m gaan.